# Selección femenina de voleibol de Kenia
La selección femenina de voleibol de Kenia es el equipo representativo del país en las competiciones oficiales de voleibol. Participa en los torneos organizados por la CAVB, así como en los de la Federación Internacional de Voleibol.
Participó en los Juegos Olímpicos de 2000 y 2004. En el 2019 participa en la Copa del Mundo de Voleibol de Japón del 2019.

## Resultados

### Juegos Olímpicos
- 1964 a 1996 - no participó
- 2000 - 11°
- 2004 - 11°
- 2008 - no participó
- 2016 - no participó
- 2020 - Calificado